# Вера-Круз, Самира
Самира Нанди Маркес Вера-Круз (порт. Samira Nandi Marques Vera-Cruz; род. 11 сентября 1990, Минделу, Острова Барловенто) — режиссёр, продюсер, сценаристка и актриса из Кабо-Верде.

## Биография
Родилась в Минделу в 1990 году и имеет ангольское и кабо-вердианское происхождения. Детство и юность актрисы прошла между городами Минделу, Прая и Лиссабон.
В 2013 году окончила Американский университет в Париже со степенью бакалавра киноискусства и специализацией в области глобальных коммуникаций.
Профессиональную деятельность начала в качестве журналиста в издании Agência Cabo-verdiana de Imagens, затем работала менеджером а по работе с клиентами в компании Greenstudio в Прая (Кабо-Верде).
Переехала в Анголу в начале 2014 года и почти два года проработала аудиовизуальным продюсером в компании Muxima Filmes в городе Луанда.
Вернувшись в Кабо-Верде, несколько месяцев проработала в звуковой компании Kriolscope в качестве исполнительного продюсера, где в 2016 году сняла свой первый короткометражный фильм «Buska Santu».
«Buska Santu» — короткометражный игровой фильм, вдохновлённый картиной «Похитители велосипедов» итальянского режиссёра Витторио де Сика, и рассказывающий об отношениях между отцом и его сыном на острове Сантьяго, Кабо-Верде. Фильм был показан в Кабо-Верде, Португалии и Мозамбике, и получил приз за лучший сценарий на кинофестивале в Ойа в Минделу, Кабо-Верде.
Затем, вместе с Сореном Араужо создала свою продюсерскую компанию Parallax Produções. Вместе с Parallax Produções Самира Вера-Круз сняла фильмы «Hora di Bai» (2017) и «Sukuru» (2017).
«Hora di Bai» — короткометражный документальный фильм, профинансированный Европейским Союзом в рамках конкурса «Short Films PALOP-TL UE 25 years», и рассказывающий об отношении к смерти местного населения на острове Сантьяго, Кабо-Верде. Фильм был показан на фестивалях в Кабо-Верде, Бразилии, Канаде, США, Португалии, Бельгии, Польше, Гвинее-Бисау, Мозамбике, Анголе, Сан-Томе и Принсипи, Макао, Восточном Тиморе и Мадагаскаре.
Фильм «Sukuru» был снят без стороннего финансирования, и стал первым полнометражным фильмом Самиры Вера-Круз. Этот психологический триллер, рассказывает историю Хило, молодого шизофреника, пристрастившегося к крэку, и его борьбе с зависимостью. Фильм был показан в Кабо-Верде, Бельгии, Мозамбике и Макао.
Была выбрана для участия в конкурсе «Таланты Дурбана 2019» во время Международного кинофестиваля в Дурбане, в котором участвовала со своим документальным проектом «А кто будет готовить?», по итогам фестиваля была награждена премией PR Consulting.

## Фильмография
- Busku Santu [Искать Санту] (2016)
- Hora di Bai [Время идти] (2017)
- Sukuru [Тьма] (2017)